# Антонов, Николай Дмитриевич (1922—2000)
Никола́й Дми́триевич Анто́нов (28 февраля 1922, Любимский уезд, Ярославская губерния — 28 марта 2000, Кисловодск, Ставропольский край) — участник Великой Отечественной войны, командир орудия 1178-го истребительно-противотанкового артиллерийского полка 60-й армии Центрального фронта, Герой Советского Союза (17.10.1943), старший сержант.

## Биография
Родился 28 февраля 1922 года в деревне Жуково (ныне — урочище на территории Пречистенского сельского поселения Первомайского района Ярославской области) в семье крестьянина. Русский. Член ВКП(б) с 1943 года. Образование среднее, учился в сельских школах, седьмой класс окончил в Ярославле. Там же окончил школу фабрично-заводского обучения. Работал слесарем-лекальщиком Ярославского электромашиностроительного завода.
В Красной армии с июня 1941 года, учился в школе младших авиаспециалистов. В боях Великой Отечественной войны с июля 1942 года.
Командир орудия 1178-го истребительно-противотанкового артиллерийского полка (60-я армия, Центральный фронт) старший сержант Николай Антонов отличился осенью 1943 года в боях за удержание плацдарма на Днепре в районе сёл Горностайполь, Страхолесье Чернобыльского района Киевской области Украины.
5 октября 1943 года, отражая атаку пяти вражеских танков, расчёт уничтожил три из них.
Утром 6 октября 1943 года, обеспечивая поддержку стрелкового подразделения, уничтожил ещё один танк и подавил несколько огневых точек противника.
Указом Президиума Верховного Совета СССР от 17 октября 1943 года за образцовое выполнение боевых заданий командования на фронте борьбы с немецко-фашистскими захватчиками и проявленные при этом мужество и героизм, старшему сержанту Антонову Николаю Дмитриевичу присвоено звание Героя Советского Союза с вручением ордена Ленина и медали «Золотая Звезда» (№ 1888).
После войны старшина Н. Д. Антонов демобилизован из Вооруженных Сил СССР. Жил в городе Ярославле, где работал инспектором отдела кадров управления Ярославской железной дороги. С 1947 года жил в городе Кисловодске Ставропольского края. Работал слесарем. Умер 28 марта 2000 года.

## Награды
- Медаль «Золотая Звезда» Героя Советского Союза (№ 1888)
- Орден Ленина
- Орден Отечественной войны I степени
- Медали, в том числе:
  - Медаль «За победу над Германией в Великой Отечественной войне 1941—1945 гг.»
  - Юбилейная медаль «Двадцать лет Победы в Великой Отечественной войне 1941—1945 гг.»
  - Юбилейная медаль «Тридцать лет Победы в Великой Отечественной войне 1941—1945 гг.»
  - Юбилейная медаль «Сорок лет Победы в Великой Отечественной войне 1941—1945 гг.»